# 剣王朝
『剣王朝』（簡体字中国語: 剑王朝；繁体字中国語: 劍王朝：けんおうちょう）は、無罪による中国のWeb小説作品。『縦横中文網』（北京幻想縦横網絡技術）にて2014年9月1日から2017年6月8日まで連載された。2017年4月よりアニメが、2019年12月よりドラマが配信された。ドラマの邦題は『剣王朝〜乱世に舞う雪〜』。

## 登場人物
声は日本語版。
丁寧（テイネイ）
声 - 下野紘
陳監首（チンカンシュ）
声 - 岩澤俊樹
梁聯（リョウレン）
声 - うえだゆうじ
扶蘇（フウソウ）
声 - 天﨑滉平
夜策冷（ヤサクレイ）
声 - 中原麻衣
商のお嬢様
声 - 小見川千明
趙四（チョウヨン）
声 - 斎賀みつき
白山水（ハクサンスイ）
声 - 原由実
鄭秀（テイシュウ）
声 - 渕崎ゆり子
長孫浅雪（チョウソンセンセツ）
声 - 日笠陽子

## アニメ
2017年4月26日より中国のiQIYIにて配信された。
日本では第1期が2018年1月6日よりTOKYO MXにて土曜2時10分 - 39分に放送された。

### スタッフ
- 原作 - 無罪
- 監督 - 荒川真嗣
- キャラクターデザイン - 清水恵蔵、桝井一平
- 音楽 - 立山秋航
- 音楽制作 - MAGES.
- 制作スタジオ - EMTスクエアード
- ビデオエディター - 北嶌神匡
- 音響監督 - 安藤直子
- 選曲 - 野添靖人
- 音響効果 - 白石唯果
- 録音調整 - 水本大介
- 音響制作 - サウンドチーム・ユンカース

### 主題歌
中国語版
オープニングテーマ「The Road」
作詞・作曲・歌 - 黄子韜
エンディングテーマ「悠悠」
作詞・作曲・歌 - 小旭PRO

日本語版
オープニングテーマ「宿業ノ剣」
作詞 - 磯谷佳江 / 作曲 - 成本智美 / 編曲 - 渡辺ケイタ / 歌 - いとうかなこ
エンディングテーマ「いばらの灯々」
作詞 - ワラビサコ / 作曲・編曲 - 山口雄太 / 歌 - 原由実

### 各話リスト
第1期
| 話数   | サブタイトル | 脚本   | コンテ                       | 演出                           | 作画監督                                                          |
| ------ | ------------ | ------ | ---------------------------- | ------------------------------ | ----------------------------------------------------------------- |
| 第1話  | 百鬼夜行     | 李昶   | 荒川真嗣                     | 曽根利幸 中村近世              | 山本径子、永井泰平 Kim Eun Ha                                     |
| 第2話  | 魍魎之影     | 李昶   | 清水明 熨斗谷充孝            | 曽根利幸 熨斗谷充孝            | 永井泰平 Lee Sang Jin                                             |
| 第3話  | 乾坤暗轉     | 李昶   | 前島健一 熨斗谷充孝          | 中村近世 熨斗谷充孝            | 清水恵蔵、小林ゆかり 山本径子、桝井一平 鈴木伸一                  |
| 第4話  | 成人之礼     | 李昶   | 石井久志 前島健一            | 清水明 前屋俊広                | 山本径子 小柳津駿                                                 |
| 第5話  | 桃源樂土     | 李昶   | 前島健一                     | 上野史博 清水明                | 南伸一郎、山本径子 桝井一平、鈴木伸一                             |
| 第6話  | 焚天怒焰     | 李昶   | 前島健一                     | 上野史博 前屋俊広              | 片岡恵美子、服部憲和 清島ゆうこ、木村なづき 岩垂瑞樹、鈴木伸一    |
| 第7話  | 宿火未熄     | 樊梦雨 | 清島裕子 林隆文              | 熨斗谷充孝 藤本義孝            | 山本径子、鈴木伸一 小林ゆかり、辻初樹 服部憲和                    |
| 第8話  | 山有木兮     | 樊梦雨 | 石井久志 北村淳一            | 小野田雄亮 佐々木純人 北村淳一 | 木村なづき、飯飼一幸 北村淳一                                     |
| 第9話  | 釜底之城     | 樊梦雨 | 清島裕子 ウヱノ史博 前島健一 | 曽根利幸 所俊克                | 清水恵蔵、桝井一平 山本径子、安西佳恵 飯飼一幸                    |
| 第10話 | 人間阿鼻     | 樊梦雨 | 辻初樹 石井久志              | 関大 前島健一                  | 清水恵蔵、桝井一平 松本和志、飯飼一幸 飯塚葉子、山本径子 北村淳一 |
| 第11話 | 目断飛鴻     | 樊梦雨 | 辻初樹 清島裕子              | 熨斗谷充孝 佐々木純人          | 山本径子、北村淳一 桝井一平、兪承希 飯飼一幸、木村なづき          |
| 第12話 | 浮生若寄     | 樊梦雨 | 清水恵蔵 前屋俊広 辻初樹     | 清水明 前島健一                | 山本径子、北村淳一 桝井一平、清水恵蔵                             |

第2期
| 第1話  | 仙府洞天 |  |
| 第2話  | 故劍情深 |  |
| 第3話  | 半日通玄 |  |
| 第4話  | 生死之決 |  |
| 第5話  | 風雲暗湧 |  |
| 第6話  | 飛花似夢 |  |
| 第7話  | 潜龍在淵 |  |
| 第8話  | 白羊掛角 |  |
| 第9話  | 煮酒驚夢 |  |
| 第10話 | 墨園魅影 |  |
| 第11話 | 劍止干戈 |  |
| 第12話 | 岷山之誓 |  |

### 放送局
| 放送期間               | 放送時間                     | 放送局   | 対象地域 | 備考 |
| ---------------------- | ---------------------------- | -------- | -------- | ---- |
| 2018年1月6日 - 3月24日 | 土曜 2:10 - 2:39（金曜深夜） | TOKYO MX | 東京都   |      |

## ドラマ
2019年12月6日よりドラマが配信された。主演はリー・シエンとリー・イートン。邦題は『剣王朝〜乱世に舞う雪〜』。
| 配信サイト | 所在地   | 放送開始日    | 配信時刻                           | 備考                 |
| ---------- | -------- | ------------- | ---------------------------------- | -------------------- |
| iQIYI      | 中国大陸 | 2019年12月6日 | 毎週金曜日と日曜日の20:00に2話更新 | VIPは6話先に視聴可能 |
| iQIYI台湾  | 台湾     | 2019年12月6日 | 毎週金曜日と日曜日の20:00に2話更新 | VIPは6話先に視聴可能 |
| WeTV       | 台湾     | 2019年12月6日 | 毎週金曜日と日曜日の20:00に2話更新 |                      |